# グラニットヴィル列車事故

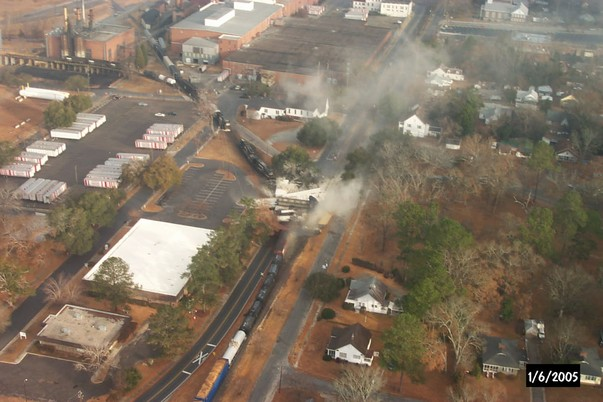
事故現場の写真

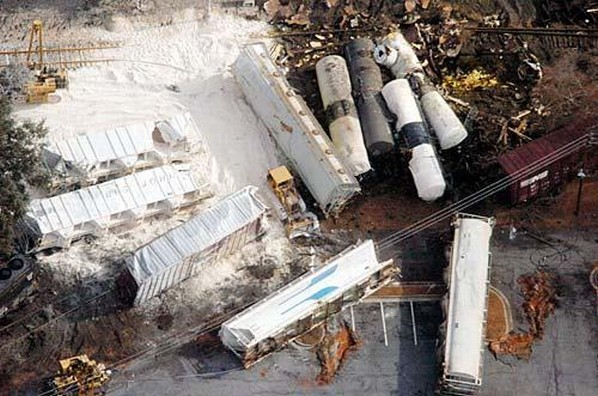
空中からの拡大写真

グラニットヴィル列車事故（グラニットヴィルれっしゃじこ）とは、2005年1月6日にアメリカ合衆国サウスカロライナ州グラニットヴィルで発生した列車事故である。
現地時間の午前2:40頃にノーフォーク・サザン鉄道の2本の列車が、グラニットヴィルにあるAvondaleMills工場付近で衝突した。列車番号P22番の貨物列車がAvondaleMills工場付近の側線に停車していた。そこに塩素、水酸化ナトリウム、クレゾールを積載した列車番号192番の貨物列車が、誤った分岐器によりその側線に誘導されて衝突を起こしたのである。双方の機関車および192番列車の貨車42両のうち16両、P22番列車の貨車2両のうち1両が脱線した。このとき90トンの塩素が積載されていた192番列車のタンク車が破裂し、約60トンの塩素ガスが放出されたが、残りの約1/3については回収された。8名が事故時に、1名が塩素吸入のために後日死亡し、250名以上が塩素ガスに曝露した。
1マイル圏内（約1.6km圏内）に居住していた約5,400名は、除染グループが除染を完了するまでの2週間ほど避難せざるを得なかった。